# 哈皮 (阿肯色州)
哈皮（英語：Happy）為位在美國阿肯色州懷特縣的非建制地區。沿著385號阿肯色州州道從格里菲斯維爾往北方行進2.9英里（4.7），或是從瑟西往東南方行進7.5英里（12.1）皆可前往哈皮。